# August Reith
August Reith (* 30. Januar 1838 in Düsseldorf; † 5. Juli 1909 in Ratingen) war ein deutscher Porträtmaler, Zeichner und Kupferstecher der Düsseldorfer Schule.

## Leben
Reith besuchte von 1848 bis 1850 die Sonntagsklasse des Kupferstechers Joseph Kellers an der Kunstakademie Düsseldorf. Er studierte zunächst Theologie, dann Malerei. Tätig war er an verschiedenen Orten: Frankfurt am Main (1870, 1871), Wien (1872, 1874 „Wiener Illustrierte“), Köln (1874, 1880), Krefeld (1880, 1885) und Köln (seit 1885, u. a. Malunterricht bei wohlhabenden Kölner Familien). In den 1870er Jahren bekam er den Auftrag, das bedeutende Chorgestühl des Kölner Doms in 50 Tafeln zeichnerisch aufzunehmen, so dass es in Lichtdruck präsentiert werden konnte. Diesen Auftrag konnte Reith nur bis zur achten Tafel ausführen.